# NGC 820
NGC 820 ist eine Spiralgalaxie vom Hubble-Typ Sb im Sternbild Widder auf der Ekliptik. Sie ist schätzungsweise 201 Millionen Lichtjahre von der Milchstraße entfernt und hat einen Durchmesser von etwa 85.000 Lichtjahren. Die Galaxie ist das hellste Mitglied der NGC 820-Gruppe (LGG 48).
Im selben Himmelsareal befindet sich u. a. die Galaxie IC 1780.
Die Typ-IIn-Supernova SN 2002ea wurde hier beobachtet.
Das Objekt wurde von dem britischen Astronomen John Herschel am 7. September 1828 mithilfe eines 18,7-Zoll-Teleskops entdeckt.

## NGC 820-Gruppe (LGG 48)
| Galaxie  | Alternativname | Entfernung/Mio. Lj |
| -------- | -------------- | ------------------ |
| NGC 820  | PGC 8165       | 201                |
| PGC 8163 | UGC 1630       | 201                |
| PGC 8406 | UGC 1689       | 200                |